# Mauricio Carlos de Onís y Mercklein
Maurici Carlos de Onís y Mercklein (Dresden, 17 de setembre de 1790 - Cantalapiedra, 24 de novembre de 1861) va ser un diplomàtic i polític espanyol, ministre durant la minoria d'edat d'Isabel II d'Espanya.

## Biografia
Era fill del diplomàtic Luis de Onís González Vara, qui en 1819, va signar amb els Estats Units el Tractat Adams-Onís. Diplomàtic de carrera, aquesta va ser la raó del seu naixement al Regne de Saxònia). La seva mare era l'alemanya Federica Von Mercklein. Va iniciar la seva carrera com a agregat de l'ambaixada espanyola a Londres, ocupant després en 1809, la secretaria de l'ambaixada a Berlín i va intervenir en el Tractat de Pau amb França després del derrocament de Bonaparte.
En 1816 casa amb la seva cosina Carolina de Onís i és assignat a la Primera Secretaria de Despatx d'Estat. A partir de 1833 comença la seva vida política afiliant-se al Partit Progressista. En 1834 i 1836 fou elegit diputat per Salamanca. En 1839 fou escollit senador per Salamanca i en 1847 és nomenat Senador vitalici. En 1839 se li va assignar la cartera d'Estat. En 1843 es converteix en President del Senat d'Espanya i com a tal va prendre el jurament de la coronació d'Isabel II, del marit de la qual era tutor legal.